# Bielewicze (Polska)
Bielewicze – wieś w Polsce położona w województwie podlaskim, w powiecie białostockim, w gminie Gródek.
W latach 1975–1998 miejscowość administracyjnie należała do województwa białostockiego.
Z Bielewicz pochodzi Jerzy Gościk, polski operator filmowy.
Prawosławni mieszkańcy wsi należą do parafii Narodzenia Najświętszej Marii Panny w Gródku, a wierni kościoła rzymskokatolickiego do parafii Najświętszego Serca Pana Jezusa w Gródku.